# Дорофеєва Інна Борисівна
І́нна Бори́сівна Дорофе́єва (нар. 7 червня 1965, м. Чугуїв Харківської області) — українська артистка балету. Народна артистка України (1997).

## Життєпис
1979 — закінчила Харківську хореографічну школу (викладачка Наталія Задесенець).
1983 — закінчила Київське державне хореографічне училище (викладачка Варвара Мей, яка була ученицею видатної балерини Агріппіни Ваганової).
Працювала в Донецькому театрі опери та балету ім. А. Солов'яненка.
1993—1995 — провідна солістка балету Німецької опери на Рейні (Deutsche Oper am Rhein, м. Дюссельдорф).
В США працювала під керівництом балетмейстера Володимира Шумейкіна.
2001 — закінчила Київський національний університет культури і мистецтв.
У Донецьку разом зі своїм чоловіком Вадимом Писаревим займалась створенням хореографічної школи і фестивалю «Зірки світового балету».
2014 року переїхала в Харків, де спочатку працювала в Харківській хореографічній школі, а у жовтні того ж року прийняла запрошення керівництва Харківського театру опери та балету імені М. Лисенка стати його балетмейстером-репетитором.
Від 2016 року — художній керівник балету Харківського національного академічного театру опери та балету імені Миколи Лисенка.

## Партії
- Одетта-Одилія, Аврора, Маша («Лебедине озеро», «Спляча красуня», «Лускунчик» П. Чайковського)
- Жізель, Медора, Гюльнара («Жізель», «Корсар» А. Адана)
- Кітрі, Нікія, Пахіта («Дон Кіхот», «Баядерка», «Пахіта» Л. Мінкуса)
- Фрігія («Спартак» А. Хачатуряна)
- Шехеразада («Тисяча й одна ніч» Ф. Амірова)
- Джульєтта («Ромео і Джульєтта» С. Прокоф'єва)
- Сольвейг («Пер Ґюнт» Е. Ґріга)

## Визнання
- 1984 — Лауреатка 1-го Республіканського конкурсу артистів балету
- 1990 — Лауреатка Міжнародного конкурсу артистів балету (м. Джексон, штат Міссісіпі, США)
- 1995 — Заслужена артистка України[5]
- 1997 — Народна артистка України[3]
- 2003 — Почесна грамота Кабінету Міністрів України[6]
- 2007 — Орден княгині Ольги III ступеня[7]
- 2008 — Орден княгині Ольги II ступеня[8]

## Родина
- Чоловік — народний артист України Вадим Писарєв.[9]
- Син Андрій Писарєв (нар. 1 квітня 1986) — артист балету, запрошений соліст Національної опери України (Київ) і провідний танцюрист Кремлівського балету (Москва).[10]
- Донька Олександра Писарєва (нар. 23 березня 2000 року) — українська професійна тенісистка.[11]
- Донька Соня (нар. 29 травня 2007 року) навчається хореографії в Харкові.